# Coronación canónica de la Virgen del Rocío (Málaga)
María Santísima del Rocío, conocida como la Novia de Málaga fue coronada canónicamente el 12 de septiembre de 2015 en una ceremonia multitudinaria que tuvo lugar en la Catedral de Málaga y que fue televisada a toda España a través de 13TV.  Los medios de comunicación locales y regionales calificaron como hito sin precedentes la coronación de esta imagen debido a la masiva afluencia de personas tanto a la ceremonia religiosa como a la procesión de regreso a su templo.

## Antecedentes
La coronación de la Virgen fue iniciativa de la Real, Ilustre y Venerable Hermandad Sacramental de Nuestro Padre Jesús Nazareno de los Pasos en el Monte Calvario y María Santísima del Rocío, tras la homilía pronunciada el 8 de diciembre de 2004 por el entonces director espiritual de la cofradía y párroco de San Lázaro, Rvdo. José Sánchez Herrera. Se trasladó oficialmente la petición al Obispo de Málaga el Martes Santo de 2006, con un dossier apoyado por miles de firmas de malagueños y la adhesión de numerosas instituciones de diversos ámbitos. Tras el paso de varios años sin respuesta a la solicitud, tras la Semana Santa de 2012 se produce en Twitter la petición de miles de malagueños que, través del hashtag #MálagaCoronaASuNovia, manifiestan su deseo de ver coronada canónicamente a una de las imágenes más populares y características de la ciudad. Los medios de comunicación, que se hicieron eco del masivo movimiento en la red, trasladaron a la sociedad que la concesión del privilegio estaba cerca.
El 24 de julio de 2012 el Obispo de Málaga, Jesús Catalá Ibáñez, decretó la coronación de la imagen la cofradía celebró esa misma noche una multitudinaria sesión extraordinaria de junta de gobierno a la que asistieron centenares de hermanos, marchando todos ellos hacia la Parroquia de San Lázaro a rezar ante las sagradas imágenes. La entidad eligió la fecha del 12 de septiembre de 2015 para la celebración.
En septiembre de 2012 fue presentado el logo de coronación, realizado por Eloy Téllez Carrión y designados los padrinos de la ceremonia.
Durante los años previos a 2015 se suceden numerosas ofrendas y regalos a la Virgen del Rocío por parte de instituciones, cofradías, devotos y particulares.
En mayo de 2015 Felipe VI, rey de España, acepta la presidencia de honor de los actos y de la coronación.

## Cultos y actos
La coronación canónica se vio precedida por una serie de cultos religiosos y actos culturales que se desarrollaron durante los tres años previos a la ceremonia, si bien el núcleo fuerte tuvo lugar en los meses previos a la coronación.
- Desde octubre de 2012 y hasta agosto de 2015 tuvo lugar el programa Rosarios peregrinos que llevó el estandarte de la Virgen del Rocío por distintos templos de la geografía andaluza.[9]
- El 19 de septiembre de 2014 Antonio Garrido Moraga presentó en el Salón de los Espejos del Ayuntamiento de Málaga el cartel de la Coronación, una pintura del artista malagueño Raúl Berzosa.[10]
- El 12 de marzo de 2015 tuvo lugar en la Iglesia de San Lázaro la ofrenda del Escudo de oro de la provincia a la Virgen del Rocío, de manos del presidente de la Diputación, Elías Bendodo.[11]
- Del 17 al 31 de julio de 2015 tuvo lugar una exposición pública con paneles fotográficos en el Centro Histórico de Málaga, concretamente en la Calle Alcazabilla. La exposición mostraba fotografías que abarcaban la historia de la Virgen del Rocío desde el año 1931 a 2015. Fue inaugurada por el Alcalde de Málaga, Francisco de la Torre Prados.[12]
- El 8 de julio se estrenó en el Cine Albéniz el documental Rocío del Cielo Coronada realizado por la productora Todovisión en el que se reflejan aspectos devociones, artísticos e históricos de la Novia de Málaga, dirigido por Alejandro Reche Puerto. Cuenta con la intervención, entre otros, de Luis Álvarez Duarte, Cantores de Híspalis y Antonio de Canillas. Este documental fue emitido días después en Canal Doñana, PTV Málaga y Onda Azul TV.[13]
- Del 21 de agosto al 4 de septiembre se desarrolló  la exposición 'Ajuar y carteles de una coronación' donde se mostraba el ajuar que la Virgen del Rocío estrenaría con motivo de su Coronación y se mostraban carteles anunciadores de las distintas coronaciones canónicas que se han celebrado en España. Con más de 16.000 asistentes, la muestra tuvo lugar en el museo de la Agrupación de Cofradías de Semana Santa.[14][15]
- El 1 de septiembre fue presentado el sello editado por Correos conmemorativo de la coronación canónica, contando con la colaboración del Círculo Filatélico y Numismático de Málaga.[16]
- El 3 de septiembre fue presentado el décimo del sorteo de Lotería Nacional del 12 de septiembre de 2015. Los décimos estarían ilustrados con la pintura del cartel de coronación, obra de Raúl Berzosa Fernández. [17]
- El 4 de septiembre fue presentado el cupón de la ONCE para el sorteo del 12 de septiembre de 2015 y que estaría dedicado a la coronación de la Virgen del Rocío.[18]
- El pregón de coronación se desarrolló en el Teatro Cervantes la noche del 7 de septiembre, a cargo de Francisco Luis Jiménez Valverde. La Banda de Música Nuestra Señora de la Paz estrenó en un concierto previo las marchas dedicadas a la Virgen del Rocío con motivo de su coronación.[19]
- El Obispo de Málaga, Mons. Jesús Catalá Ibáñez, visitó San Lázaro en la tarde del 9 de septiembre de 2015, postrándose ante la imagen de la Virgen del Rocío y Jesús de los Pasos. Posteriormente conocería la casa hermandad de la cofradía. El hermano mayor le hizo entrega de un porta homilías artesanal realizado en piel y personalizado con el escudo de su episcopado.
- Los días 9, 10 y 11 de septiembre se celebró un Triduo extraordinario con motivo de la coronación. Los dos primeros días tuvieron lugar en la Parroquia de San Lázaro. El día 11 de septiembre se celebró an la casa hermandad con la imagen ya entronizada. El altar del triduo fue elogiado por devotos y celebrantes, entre los que se encontraba el Obispo de Huelva, Mons. José Vilaplana Blasco.[20]
- Los días 14 y 15 de septiembre de 2015 la Virgen del Rocío estuvo expuesta en besamanos durante todo el día. Tal fue la respuesta y las colas de los devotos que la cofradía optó por ampliar a un tercer día de besamanos ininterrumpido.[21]

## El pregón
El 7 de septiembre tuvo lugar el pregón de la coronación en el Teatro Cervantes a cargo de Francisco Luis Jiménez Valverde que ofreció, piropo tras piropo, un pregón inolvidable que levantó de sus asientos a un público que llenó por completo el coliseo malacitano y que se entregó a las bellas palabras que dedicó a la Novia de Málaga: ‘Lo que Málaga y Dios ha unido, que no lo separe el hombre’. Con esta cita el pregonero resumió el idilio que la ciudad mantiene con la Virgen del Rocío y que se vería refrendado el 12 de septiembre en la Catedral.
Mi barrio es de mil azahares, Chupitira, patrona y quejío. Jardín, Altozano, cantares y una Reina que es todo el Rocío
Jiménez Valverde fue presentado por Eloy Téllez Carrión, fiscal de la corporación y comisario de coronación. Con anterioridad la Banda de Música de Nuestra Señora de la Paz interpretó varias marchas compuestas en honor a la Virgen del Rocío con motivo de efeméride del 12 de septiembre; el encargado de dar la bienvenida y conducir el acto fue Mario Espinar Montoya, vocal de protocolo de la Cofradía del Rocío. El repertorio, de nuevas marchas, fue el siguiente: ‘Málaga Corona a su Novia’, de Sergio Bueno de la Peña; ‘La Coronación del Rocío’, de Francisco Javier Criado Jiménez; ‘Ros Coeli Regina Mundi’, de José Luis Pérez Zambrano y ‘Rocío Coronada’, de José Antonio Molero Luque.

## La Coronación
La ceremonia de coronación tuvo lugar a las 12 de la mañana del 12 de septiembre de 2015 en la Catedral de Málaga. Fue presidida por el Obispo de Málaga, Jesús Catalá Ibáñez, que estuvo auxiliado por una veintena de sacerdotes.

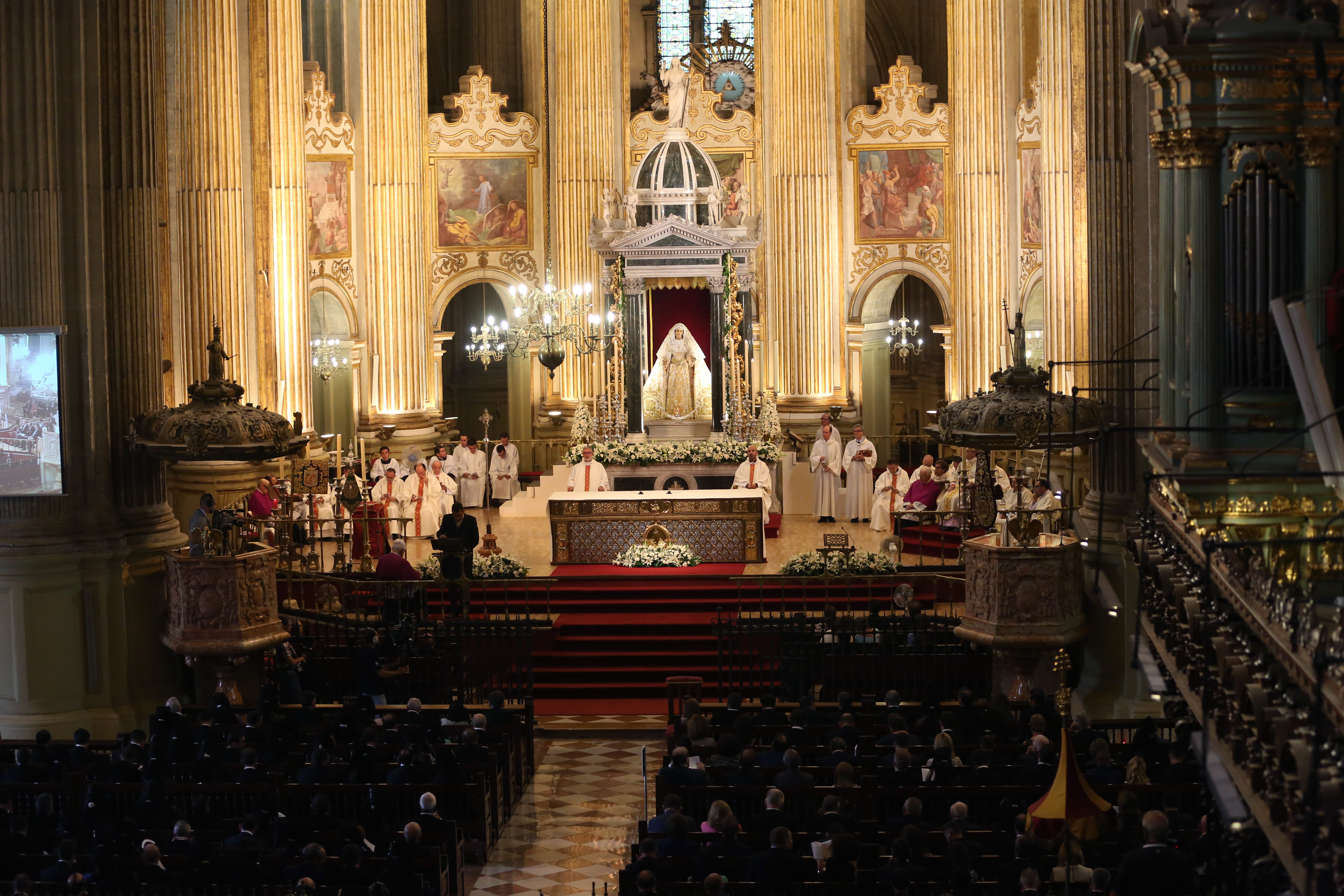
Aspecto del altar mayor y de la nave central durante la ceremonia de coronación.

La Virgen del Rocío presidió el altar bajo el baldaquino del tabernáculo catedralicio. La imagen estrenaba saya de tisú de plata bordada en oro bordada por el Taller de Bordados de Salvador Oliver. A las 12.58 horas fue coronada canónicamente por el Obispo de Málaga, auxiliado por el hermano mayor de la Cofradía del Rocío, Juan José Lupiáñez Cayón. En el momento de la coronación fueron disparados cohetes y fuegos artificiales desde varios puntos de la ciudad.
El halo de coronación fue confeccionado por Orfebrería Triana con las piezas de oro y plata que los devotos de la imagen donaron en los años previos a la ceremonia.
Antonio del Pino fue el encargado de toda la selección musical de la misa, apostando por piezas de autores contemporáneos como Marco Frisina y Rafael Casimiri. El Coro de la SICB de Málaga, la Coral Santa María de la Victoria, las escolanías Pueri Cantores de la parroquia del Santísimo Corpus Christi y la de la hermandad del Nazareno de Almogía y la Orquesta Sinfónica Provincial de Málaga protagonizaron el apartado musical de la ceremonia junto con el órgano de la Catedral de Málaga.

## La procesión de regreso
La procesión de coronación de la Virgen del Rocío dio inicio a las 18 horas del 12 de septiembre. El cortejo estuvo compuesto por las hermandades de gloria y cofradías de Semana Santa de la ciudad de Málaga, además de otras corporaciones llegadas desde distintas localidades de la provincia y de otros puntos de Andalucía. En lugar destacado se encontraba las representaciones de los padrinos de la coronación: la Real Hermandad Matriz de Almonte y el Ayuntamiento de Málaga, con la totalidad del pleno representado y con el pendón de la ciudad. Un nutrido grupo de hermanos con velas y representaciones civiles e institucionales completaron la procesión.
El recorrido fue el siguiente: Císter, San Agustín, Echegaray, Granada, plaza del Siglo, plaza del Carbón, plaza Spínola, Granada, plaza de la Constitución, Marqués de Larios, Mesón de Vélez, Antonio Baena, Martínez, Puerta del Mar, Nueva, Cisneros, Pasillo de Santa Isabel, Tribuna de los Pobres, Carretería el trono entrará en la casa hermandad de la Paloma, en la plaza de San Francisco, Álamos, Cárcer, Madre de Dios, plaza de la Merced, Victoria, plaza de la Victoria, Cristo de la Epidemia, Puerto Parejo y Párroco Ruiz Furest. A las 8.30 de la mañana -ya de día- llegó la Virgen a su casa de hermandad.
En el transcurso de la procesión hubo cerca de cincuenta ofrendas dedicadas a la Virgen en forma de cantes regionales, fuegos artificiales, saetas, poesías, etc. Incluso se dieron situaciones tan poco usuales como una tuna o una comparsa de carnaval dedicarle varias letras al paso de la imagen.
Las calles fueron engalanadas para la ocasión con gallardetes, banderas nacionales y regionales, mantones reposteros, destacando la realización de arcos triunfales efímeros, destacando los realizados por la Cofradía del Monte Calvario en la Plaza del Siglo, los instalados en calle Mesón de Vélez o el arco luminoso sufragado por el Ayuntamiento y que dio la bienvenida a la Virgen del Rocío al barrio de la Victoria.

Entre las ofrendas artísticas realizadas al paso de la Virgen del Rocío fue muy elogiada una sevillana cantada por unos devotos de la imagen llegados de Sanlúcar de Barrameda desde un balcón de la calle Victoria, en torno a las seis y media de la madrugada del ya 13 de septiembre. La letra de la cuarta seguidilla cantaba: 
Las campanas en la gloria
repican con alegría
porque ya se ha «coronao»
la Novia de Andalucía.

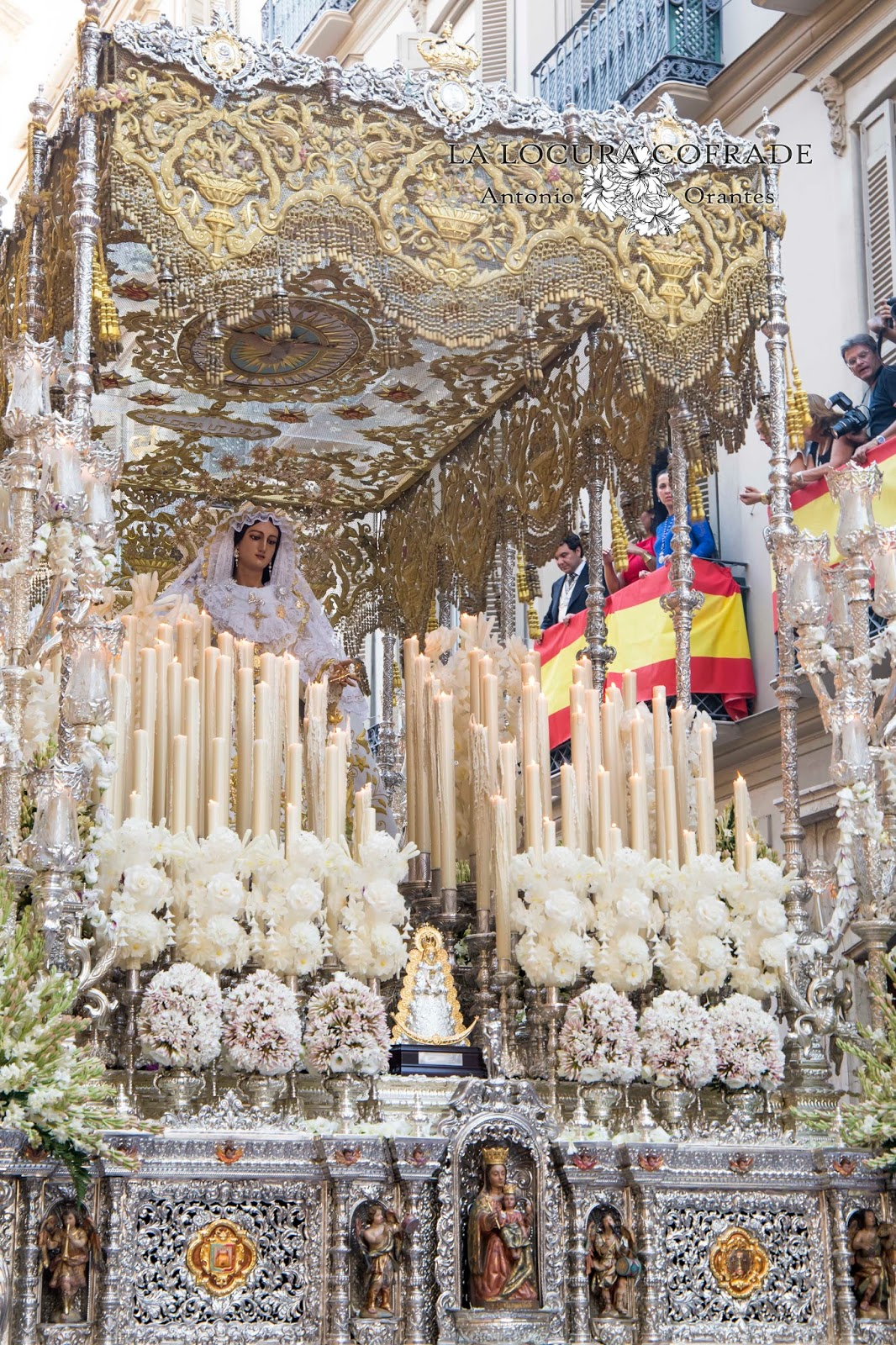
La Virgen del Rocío en su trono.

Los medios de comunicación locales y regionales destacaron la multitudinaria respuesta que malagueños y foráneos dieron a esta manifestación mariana, destacando el poder de convocatoria de la Novia de Málaga.

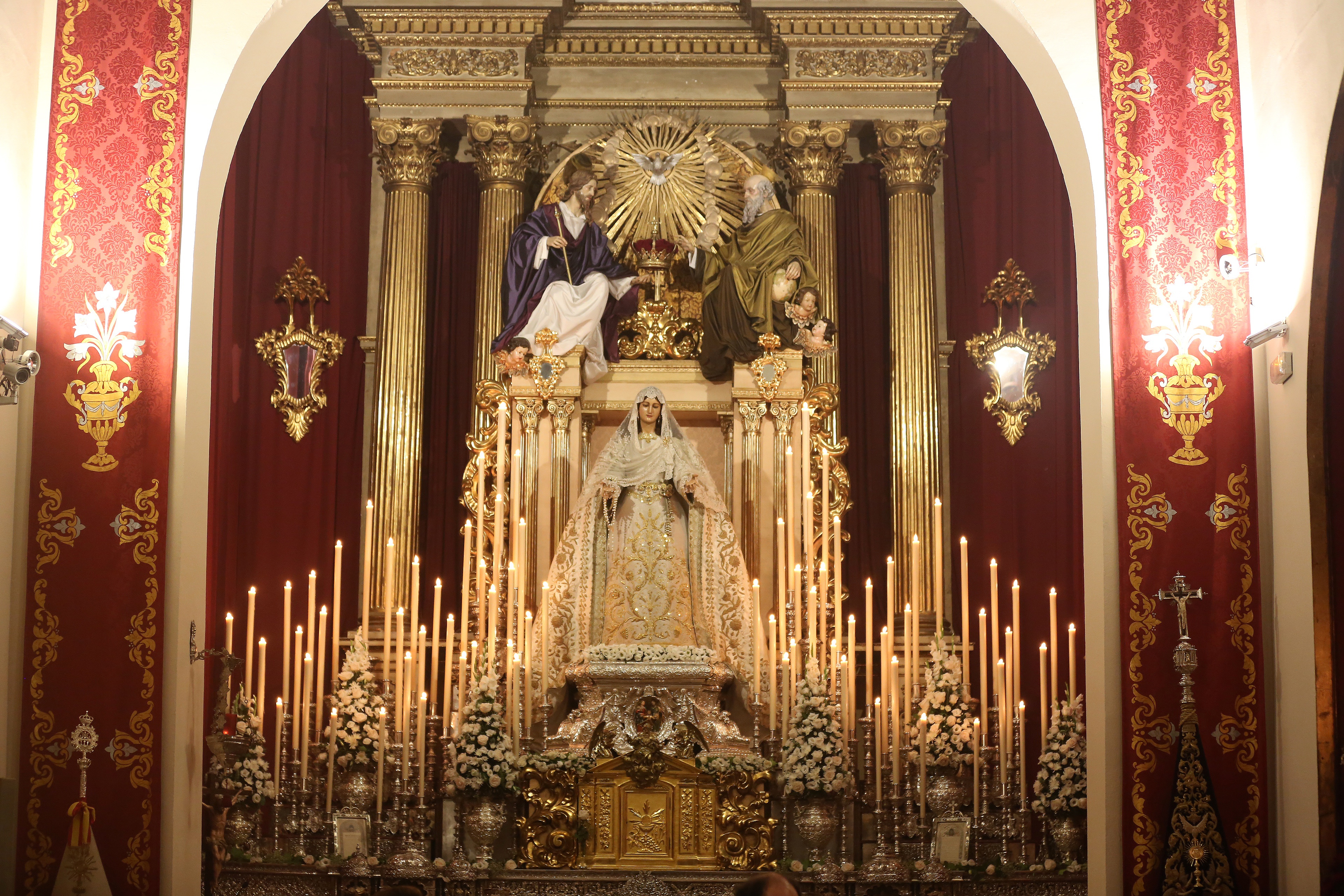
Altar erigido en San Lázaro para el triduo de coronación
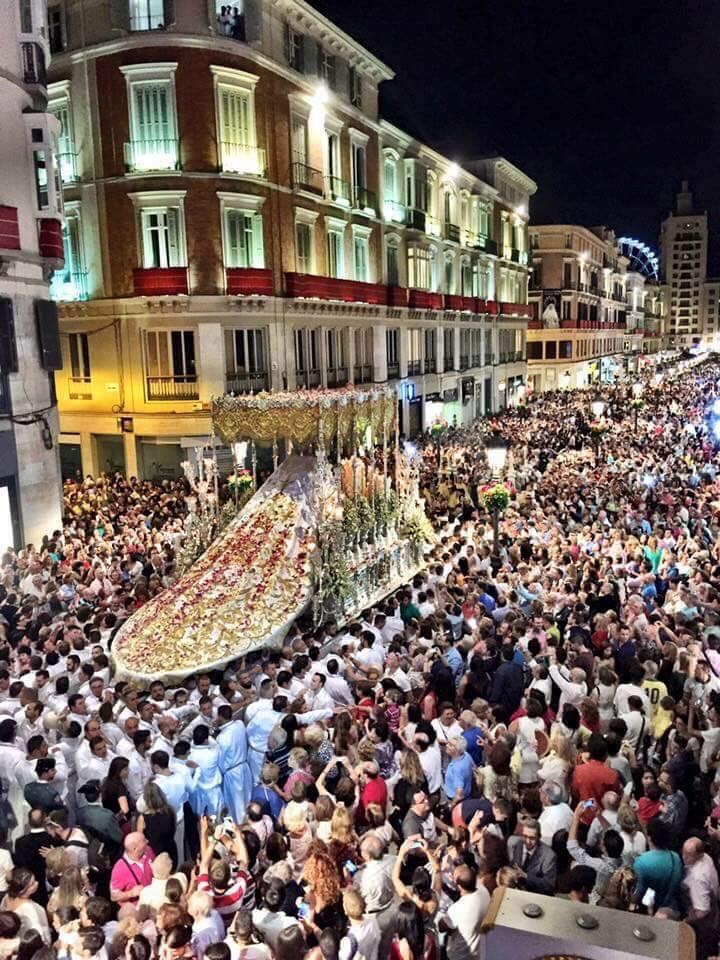
Aspecto de la Calle Larios en la noche del 12 de septiembre de 2015.
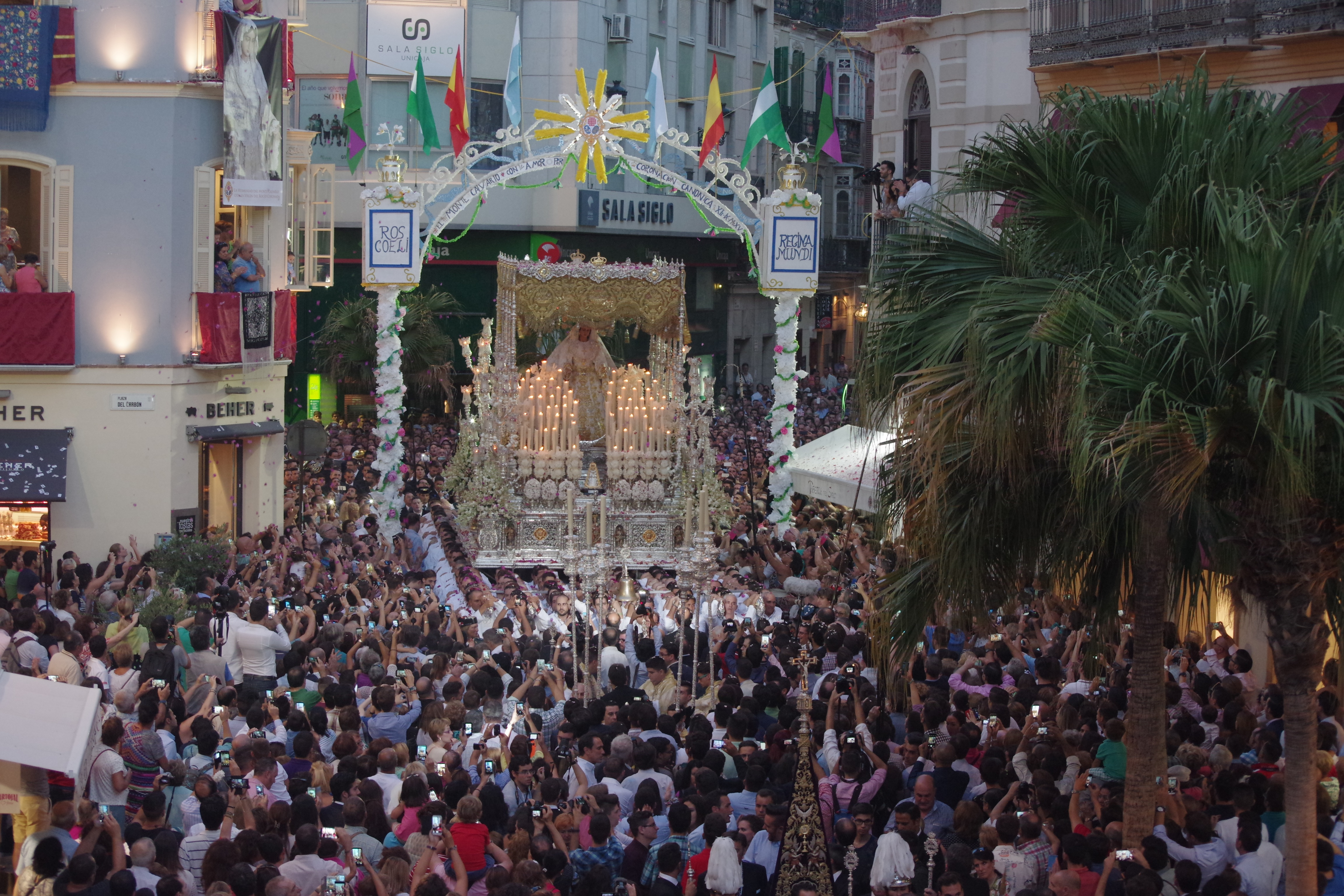
Paso de la Virgen del Rocío por la Plaza del Siglo de Málaga.
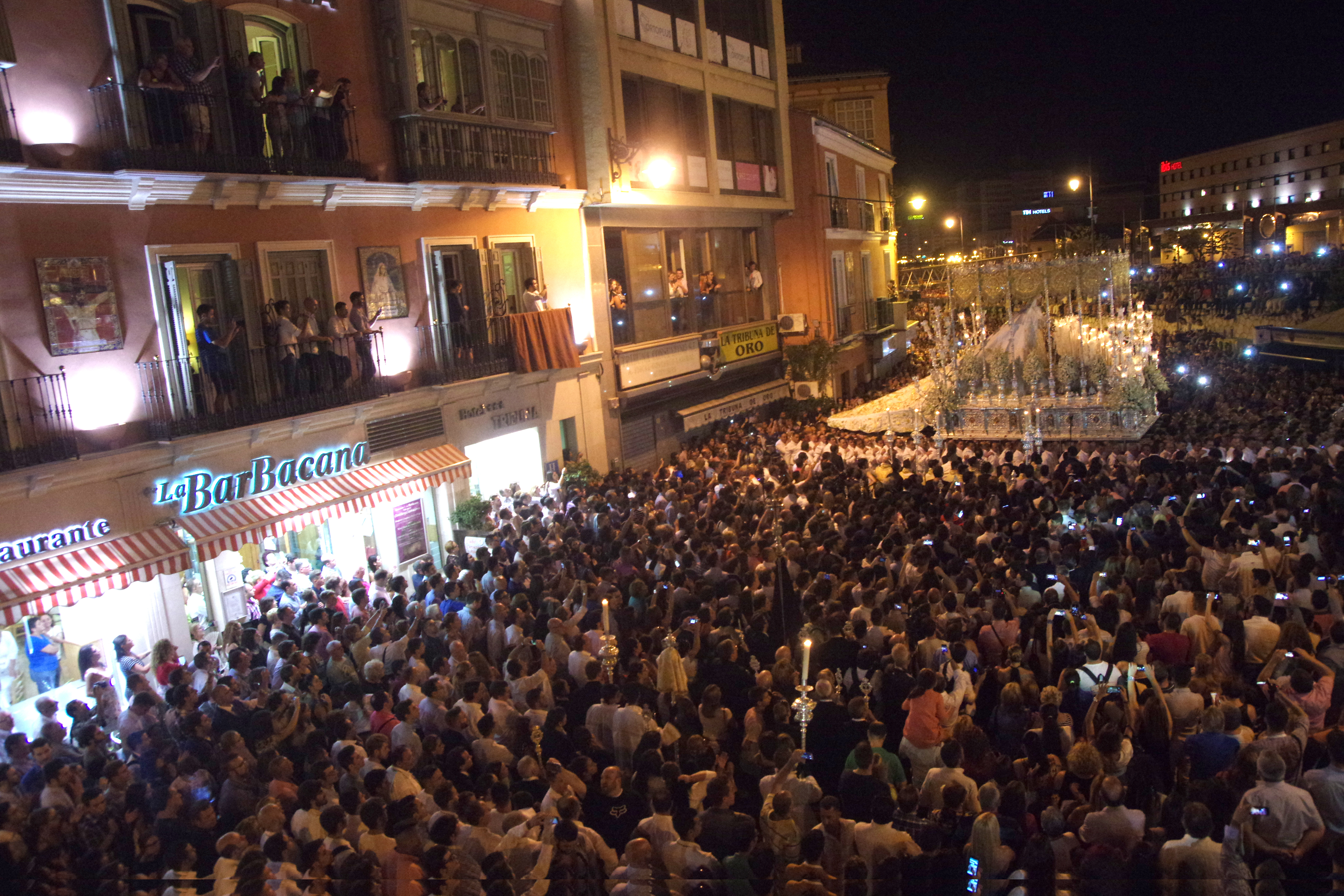
La tribuna de los pobres en la histórica madrugada del 13 de septiembre de 2015.